# Ламаран
Ламаран (порт. Lamarão)  —  муниципалитет в Бразилии, входит в штат Баия. Составная часть мезорегиона Северо-восток штата Баия. Входит в экономико-статистический  микрорегион Серринья. Население составляет 8975 человек на 2006 год. Занимает площадь 356,002 км². Плотность населения — 25,2 чел./км².

## Статистика
- Валовой внутренний продукт на 2003 год составляет 14 452 732,00 реалов (данные: Бразильский институт географии и статистики).
- Валовой внутренний продукт на душу населения на 2003 год составляет 1566,52 реалов (данные: Бразильский институт географии и статистики).
- Индекс развития человеческого потенциала на 2000 год составляет 0,608 (данные: Программа развития ООН).